# نوک‌مومی رخ‌سیاه
نوک‌مومی رخ‌سیاه (نام علمی: Estrilda erythronotos) نام یک گونه از سرده نوک‌مومی است.